# 衣索比亞空軍
衣索比亞空軍(ETAF) (羅馬化：Ye-Ītyōṗṗyā āyer ḫayil)，為埃塞俄比亞國防軍的航空軍種，主要任務為捍衛衣索比亞領空和提供地面部隊支援，現主要操作俄式機種。

## 歷史

### 早期-第二次世界大戰
埃塞俄比亚空军的起源可以追溯到海尔·塞拉西（ Haile Selassie ）（当时的头衔是拉斯）于1922 年11月在亚丁目睹了英国皇家空军的表演。以前从未见过飞机的他被这种力量和能力的展示迷住了，不由自主地问他是否可以乘坐其中一架双翼飞机上去，并宣称“他作为阿比西尼亚的摄政者应该是非常合适的第一个乘坐飞机飞行的阿比西尼亚人。” 由于这次经历，他提倡发展埃塞俄比亚帝国空军。

### 美國援助
衣索比亞自1953與美國達成協議後衣索比亞皇家空軍開始接受美國援助，1960年代起美國援助F-5A/B/E戰鬥機予衣索比亞皇家空軍，1974年政變後由親蘇聯的社會主義衣索比亞臨時軍政府接收，日後退役。

### 轉向蘇聯
1974年政變後推翻君主海爾·塞拉西一世後成立親蘇聯的社會主義衣索比亞臨時軍政府，轉向東方集團。

### 德爾格時期
虽然它在与索马里战争期间的表现使衣索比亞空軍免受军队和该国几乎所有其他机构的清洗，但德爾格决心密切关注它。为了加强控制，德爾格成立了一个由部队指挥官、政治委员和安全部门代表组成的三人委员会来监督空军。此外，遵照苏联的建议，衣索比亞空軍的组织被苏联式的团结构所取代。

### 1991年後
1995 年，EPRDF政府公布了一项新的埃塞俄比亚国防军计划。该计划要求空军规模更小，组织结构精简，基地更少。作为中期解决方案，衣索比亞空軍的空中和地面资产将使用现代系统进行升级，并开始在德尔格下完成维护和大修中心。然而，缺乏资金延迟了大多数项目的实施。政治领导层认为，面对国家来证明巨额支出是合理的，没有任何威胁可言，特别是与MIG-21/23 战斗机机队的广泛且昂贵升级项目有关。

### 提格雷战争
2020年11月，埃塞俄比亚国防军与提格雷人民解放阵线在提格雷地区爆发了武装冲突。埃塞俄比亚空军随即开始了对提格雷人民解放阵线军事目标的轰炸。 2021年6月22号，一架埃塞空军战机轰炸了提格雷州多哥加镇的一处集市，造成至少50人死亡，100多人受伤。
埃塞俄比亚空军也损失了多架飞机。2020年11月29号，一架埃塞空军米格-23战斗机被提人阵击落，飞行员被俘。2021年4月20号，埃塞空军一架Mi-35直升机在阿比阿迪（Abiy Addi）附近被击落，三名机组人员死亡。同年6月，埃塞空军一架洛克西德L-100大力神运输机被击落

## 基地
主要基地位于比绍夫图的哈拉尔梅达机场。空军使用了四个较小的基地，它们是：
- 巴赫达尔机场
- 德雷达瓦的Aba Tenna Dejazmach Yilma 国际机场
- 戈德机场
- 默克莱的阿鲁拉阿巴内加机场

## 裝備
| 機型            | 照片     | 生產國   | 種類/用途  | 型號     | 數量     | 備註         |
| 作戰飛機        | 作戰飛機 | 作戰飛機 | 作戰飛機   | 作戰飛機 | 作戰飛機 | 作戰飛機     |
| --------------- | -------- | -------- | ---------- | -------- | -------- | ------------ |
| MiG-21戰鬥機    |          | 苏联     | 戰鬥機     |          | 48       | 目前狀態不明 |
| MiG-23戰鬥機    |          | 苏联     | 戰鬥轟炸機 |          | 10       |              |
| Su-25攻擊機     |          | 苏联     |            |          | 39       | 目前狀態不明 |
| Su-27戰鬥機     |          | 俄羅斯   | 多用途戰機 |          | 14       |              |
| 運輸機          |          |          |            |          |          |              |
| 波音757         |          | 美国     | 行政專機   |          | 1        |              |
| An-12           |          | 苏联     | 運輸機     |          | 12       |              |
| An-32           |          | 苏联     | 運輸機     |          | 7        |              |
| C-130運輸機     |          | 美国     | 運輸機     | C-130B/E | 14       |              |
| 直升機          |          |          |            |          |          |              |
| Mi-8            |          | 俄羅斯   | 通用直升機 | Mi-8/17  | 37       |              |
| Mi-24           |          | 俄羅斯   | 攻擊直升機 | Mi-24/35 | +18      |              |
| 雲雀III型直升機 |          | 法國     |            |          | 16       |              |
| 教練機          |          |          |            |          |          |              |
| L-39            |          | 捷克     | 訓練機     |          | 10       |              |
| SF.260教練機    |          | 義大利   | 機訓練機   |          | 4        |              |

## 資料來源
1. ↑  . Al Jazeera.   [2024-09-03]. （原始内容存档于2021-07-12） （英语）.
2. ↑  . 环球网.   [2024-09-03]. （原始内容存档于2024-09-03） （中文（中国大陆））.
3. ↑  sina_mobile. . mil.sina.cn. 2020-12-01  [2024-09-03]. （原始内容存档于2024-09-03）.
4. ↑  . asn.flightsafety.org.   [2024-09-03]. （原始内容存档于2024-09-17）.
5. ↑  . ВПК.name. 2021-06-25  [2024-09-03]. （原始内容存档于2024-09-03） （中文）.
6. 1 2 3 4 5  . Flightglobal Insight. 2018  [2018-03-10]. （原始内容存档于2017-12-02）.

## 外部連結
- A history of the Ethiopian Air Force (dehai-news) （页面存档备份，存于）